# Die Wahrheit über Männer
Die Wahrheit über Männer – Eine anti-romantische Komödie (Originaltitel: Sandheden om mænd) von Nikolaj Arcel aus dem Jahre 2010 ist eine dänische Tragikomödie über einen unglücklichen Drehbuchautor auf der Suche nach der wahren Liebe und dem Sinn des Lebens. Die Hauptcharaktere Mads und Marie werden durch Thure Lindhardt und Tuva Novotny dargestellt. Der Film erschien 2012 international in englischer Fassung und wurde auch in deutscher Sprache synchronisiert.

## Handlung
Nach zehn Jahren Partnerschaft ziehen der 34-jährige Mads und seine Freundin Marie in ein Haus in einem Außenbezirk. Doch während Marie offenbar glücklich ist und sich von Mads ein Kind wünscht, gefällt Mads diese Entwicklung nicht. Er beginnt an seiner Liebe zu Marie zu zweifeln. Bis auf eine Ausnahme meint er niemals die Mädchen bekommen zu haben, die er eigentlich wollte, sondern nur die anderen, zu denen er auch seine aktuelle Beziehung zählt. An das einzige Mädchen, das er wirklich wollte und mit dem er nur einen kurzen Abend inklusive eines einzigen Kusses erlebt hat, muss er nach 15 Jahren nun immer häufiger denken. Zudem ist Jonas, ein Freund und Arbeitskollege, im Alter von 37 Jahren in seinem Beisein unerwartet ins Koma gefallen, was bei ihm Angst auslöst, dass es ihm ähnlich gehen könnte. Schließlich trennt er sich von Marie und zieht in eine eigene Wohnung. Gleichzeitig kündigt er auch seine von ihm als eintönig und bedeutungslos empfundene Stelle als Drehbuchautor einer Kriminalserie, die stets dem gleichen, baukastenartigen Aufbau folgt, und sucht stattdessen nach Ideen für ein neues, der Wahrheit verpflichtetes Filmdrehbuch, mit dem er an einstige Erfolge wie den Trickfilm über Die Reise nach Zekaya anknüpfen möchte.
Zunächst leidet Mads unter einer Schreibblockade. Spontan entscheidet er sich, seine Jugendliebe zu suchen. Er findet sie überraschend schnell, allerdings hat sie sich stark verändert, leidet unter psychischen Problemen und erscheint ihm nun vollkommen unattraktiv. Er beginnt nach dem Rat seiner besten Freunde – Peter und Louise – sich mit einer Reihe von Frauen zu treffen, die ihm allerdings aus verschiedenen Gründen nicht gefallen. Als er eine Journalistin trifft, mit der er sich eine ernstere Beziehung vorstellen könnte, erkennt er skeptisch Parallelen zu seiner Beziehung zu Marie. Dann lernt er die lebensfrohe, 19-jährige Julie kennen, die gewisse optische Ähnlichkeiten mit seiner Jugendliebe hat, und beginnt eine intensive, vorübergehend erfüllende Beziehung mit der jungen Frau. Nun ist er es, der sich eine dauerhafte Verbindung vorstellen kann, Julie hingegen hat auch Interesse an anderen Männern und beendet die Beziehung schließlich, indem sie ankündigt, nach Berlin umzuziehen. Mads besinnt sich auf den Wert seiner Beziehung mit Marie und bittet sie, zu ihr zurückkehren zu können. Marie ist jedoch in der Zwischenzeit eine Partnerschaft mit einem Kollegen eingegangen.
Frustriert zieht Mads durch Clubs und spricht Frauen an, mit denen er eine Reihe von One-Night-Stands hat, so auch noch einmal mit der Journalistin. Er gerät schließlich in Verzweiflung. Erneut bittet er Marie, zu ihm zurückzukommen. Wie in seinen schlechteren Drehbüchern überrascht sie ihn mit der Antwort „Ich bin schwanger“, und ihm wird klar, dass er sie für immer verloren hat. Tief enttäuscht erleidet Mads einen Angstanfall und kollabiert in Maries Badezimmer. Er zieht in sein altes Zimmer bei seinen Eltern ein und beginnt eine Psychotherapie. Er vergleicht sein Leben jetzt mit dem Aufbauschema, dem seine Drehbücher folgen, und erkennt Parallelen. So findet er das auslösende Ereignis, welches Anlass für den Umbruch in Mads Leben war: der plötzliche Schlaganfall von Jonas, der nun im Koma liegt. Beim Besuch des Komapatienten trifft er auf die Krankenschwester Trine. Er gelangt zu der Erkenntnis, dass es eine Illusion ist zu denken, wir könnten unser Leben durch unsere Entscheidungen steuern. Trine antwortet, dass gerade das Unerwartete, das passiert, das Schönste am Leben sei.
Der Film überspringt die folgenden sieben Jahre. Mads schaut mit seinem Sohn Die Reise nach Zekaya 2 an. Von Trine lebt er inzwischen getrennt und kümmert sich abwechselnd mit ihr um den gemeinsamen Sohn. Es kommt zu einem zufälligen Treffen von Marie und Mads, bei welchem ihre Kinder anwesend sind. Auf die Frage, ob er glücklich sei, erzählt Mads, dass er gerade mit seiner neuen Freundin zusammenziehe und sein Leben mal rauf und mal runter gehe, aber meistens glücklich. Wie in den Drehbüchern endet der Film mit einer positiven, optimistisch stimmenden Schlussmusik.

## Rezension
Die Wahrheit über Männer erhielt überwiegend positive Kritiken. Der Tagesspiegel nannte den Film „humorvoll“, kritisierte jedoch gleichzeitig das handlungsschwache letzte Drittel des Drehbuchs. Die Welt lobte die Verweigerung des Films, „genretypischen Fügungen und Happy Ends“ gerecht zu werden als markante Stärke.